# Ventura de la Vega
Buenaventura José María de la Vega y Cárdenas conegut com a Ventura de la Vega (Buenos Aires, Virregnat del Riu de la Plata, 14 de juliol de 1807 - Madrid, 29 de novembre de 1865) va ser un escriptor i dramaturg hispanoamericà que va tenir la seva consagració a Espanya.

## Biografia
Va néixer a la ciutat de Buenos Aires, llavors capital del Virregnat del Riu de la Plata, el 14 de juliol de 1807. El seu pare en morir va manifestar el seu desig que fos educat a Espanya i en complir els onze anys, ja produïda la Revolució de Maig i en plena lluita per l'emancipació argentina, la seva mare el va enviar a la península a cura d'un oncle seu.
La tradició indica que mentre el nen es resistia a ser embarcat i era conduït per la força des del moll cridava «Ciutadans, consentireu que es bandegi a un argentí de la seva pàtria, a la força, i contra la seva voluntat?»
La seva adaptació a Espanya hauria estat ràpida. En el col·legi de San Mateo de Madrid va ser deixeble d'Alberto Lista, de qui va rebre el gust per un classicisme moderat, i company de José de Espronceda, amb el qual va formar part de la Societat Los Numantinos, per la qual cosa va estar pres en un monestir de Madrid. Mort el seu oncle, finalitzada la guerra i consolidada la independència argentina, la seva família li va demanar que tornés a Buenos Aires però Ventura va decidir romandre a Espanya.
Conservador des de 1836, va arribar a ser professor d'Isabel II i director del Teatro Español en 1847, així com acadèmic de la Reial Acadèmia Espanyola en 1842; en el seu discurs d'ingrés va atacar al Romanticisme per la seva agressivitat social. Les seves idees juvenils, una mica volterianes, van evolucionar cap a la religiositat, sobretot a partir del seu matrimoni amb la cèlebre cantant Manuela Oreiro Lema (1838).
El seu fill Ricardo de la Vega també va aconseguir fama com a literat i libretista.

## Obra
Ventura de la Vega és poeta líric i dramàtic. Les seves poesies, sovint de circumstàncies, posseeixen finura i elegància formal. En general, tant en poesia com en teatre, és clàssic i contrari al Romanticisme, encara que algunes vegades rebi la seva influència. Els seus llibres poètics són Rimas americanas (La Habana, 1833, només els primers poemes), Obras poéticas (París, 1866) i Poesías líricas (Madrid, 1873). Com a comediògraf segueix el deixant de Leandro Fernández de Moratín i Manuel Bretón de los Herreros i fa gala d'un sistema de valors clarament burgès i de classe mitjana, per mitjà d'una comèdia de saló realista i moralitzadora. Es mostra, doncs, un precursor del teatre de Adelardo López de Ayala i de l'alta comèdia de Jacinto Benavente. Traductor infatigable, va deixar no menys de 86 traduccions de peces teatrals, entre elles moltes de Eugène Scribe.
Va escriure llibrets de sarsuela com Jugar con fuega (1853), per a Francisco Asenjo Barbieri. La seva comèdia més coneguda és El hombre de mundo (1845), història d'un calavera turmentada per la gelosia, que Marcelino Menéndez Pelayo la va considerar massa artificiosa. Una frase d'aquesta obra, "Tot Madrid ho sabia, / tot Madrid menys ell" s'ha convertit en frase feta. També va conrear el drama històric amb peces com Don Fernando el de Antequera (1847) fou representat a la inauguració del Liceu el 4 d'abril de 1847, amb actors tan coneguts com Carlos Latorre i Bárbara Lamadrid. La peça La mort de César (1865) fou molt apreciada per Juan Valera. Els crítics destaquen en aquest autor l'excel·lent versificación i el seu respecte a la documentació històrica. La muerte de Curro Cejas (1866) és una paròdia d'aquesta obra feta pel mateix autor. Va dedicar dues obres a Cervantes: El Quijote en Sierra Morena (1832), basada en l'episodi de Cardenio i Dorotea, que li va valer elogis de Larra, i Los dos camaradas, (1857), sobre la vida de Cervantes.

## Obra dramàtica
- Un ministro (1834)
- Marino Faliero, (1835) original de Casimir Delavigne, arranjament
- Jacobo II, (1837)
- Retancón, barbero y comadrón, (1842)
- El juglar, (1842)
- El hombre de mundo (1845)
- Noche toledana, (1847)
- Bruno el tejedor, (1849)
- Amor de madre
- Don Fernando el de Antequera
- Mateo, o la hija del Españoleto